# 이동초등학교 (경북)
이동초등학교는 대한민국 경상북도 포항시에 있는 초등학교다.

## 학교 연혁
- 1998. 11. 19 설립 인가
- 2001. 03. 01 개교(19학급) 양학초등학교 학생 523명 분리
- 2001. 03. 01 초대 교장 김상수 취임
- 2001. 03. 03 4학급 증설(23학급)
- 2002. 02. 19 제1회 졸업식(졸업생 누계-148명)
- 2002. 03. 02 9학급 증설(32학급)
- 2002. 09. 01 제2대 최익구 교장 취임
- 2003. 03. 01 11학급 증설(43학급)
- 2003. 09. 01 제3대 박희목 교장 취임
- 2004. 03. 01 12학급 증설(55학급)
- 2005. 02. 18 제4회 졸업 (졸업생 누계-951명)
- 2005. 03. 01 3학급 증설(58학급)
- 2005. 02. 18 제4회 졸업(졸업생 누계-951명)
- 2005. 03. 01 3학급 증설(58학급)
- 2005. 09. 01 제4대 김은근 교장 취임
- 2006. 02. 17 제5회 졸업(졸업생 누계-1,268명)
- 2006. 03. 01 3학급 증설(61학급 편성)
- 2007. 02. 15 제6회 졸업(졸업생 누계-1,685명)
- 2007. 03. 01 대이초등학교 개교와 함께 분리 이관
- 2008. 02. 15 제7회 졸업(졸업생 누계-2055명)
- 2008. 09. 01 제5대 김영동 교장 취임
- 2009. 02. 20 제8회 졸업(졸업생 누계-2457명)
- 2010. 02. 19 제9회 졸업(졸업생 누계-2879명)
- 2010. 03. 01 특수학급 1 신설(62학급 편성)
- 2011. 02. 19 제10회 졸업(졸업생 누계-3277명)
- 2011. 03. 02 제6대 김구혁 교장 취임
- 2012. 02. 17 제11회 졸업(졸업생 누계-3645명)
- 2013. 02. 20 제12회 졸업(졸업생 누계-4019명)
- 2014. 02. 20 제13회 졸업(졸업생 누계-4336명)
- 2014. 09. 01 제7대 김춘섭 교장 취임
- 2015. 02. 13 제14회 졸업(졸업생 누계-4586명)
- 2015. 03. 01 44학급 편성(특수학급 1)